# Kolarita
La kolarita és un mineral de la classe dels halurs.

## Característiques
La kolarita és un halur, un clorur de tel·luri i plom de fórmula química PbTeCl₂. Cristal·litza en el sistema ortoròmbic. Es troba en agregats en forma de flama i filons, d'uns 20 micròmetres, i fent intercreixements amb altres tel·lururs i sulfurs.
Segons la classificació de Nickel-Strunz, la kolarita pertany a «03.AA - Halurs simples, sense H₂O, amb proporció M:X = 1:1, 2:3, 3:5, etc.» juntament amb els següents minerals: marshita, miersita, nantokita, UM1999-11:I:CuS, tocornalita, iodargirita, bromargirita, clorargirita, carobbiïta, griceïta, halita, silvina, vil·liaumita, salmiac, UM1998-03-Cl:Tl, lafossaïta, calomelans, kuzminita, moschelita, neighborita, clorocalcita, radhakrishnaïta, challacolloïta i hephaistosita.

## Formació i jaciments
És un mineral d'origen primari, que es troba en filons hidrotermals d'or i quars que contenen sulfurs i selenurs. Sol trobar-se associada a altres minerals com: galena, altaïta, cotunnita, radhakrishnaïta, volynskita, hessita, pirrotina, calcopirita, ullmannita o hawleyita. Va ser descoberta l'any 1985 a Champion lode, Kolar Gold Fields (Districte de Kolar, Índia). També ha estat descrita als dipòsits de coure i níquel d' Oktyabrskoe, a Norilsk (Taimíria, Rússia).